# گابریلا هال
گابریلا هال (انگلیسی: Gabriella Hall؛ زاده ۱۱ نوامبر ۱۹۶۶) یک بازیگر زن اهل ایالات متحده آمریکا است.